# تزوير التوقيع

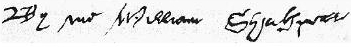
توقيع شكسبير من وصيته

التوقيع هو وثيقة كتبت تماماً بخط مؤلفه ، على عكس وثيقة مطبوعة أو أحد نسخها أو زورها ، وهو مشتق من كلمة holograph كتبها يشير أيضاً إلى توقيع الشخصيات الفنية والمشهورة أو ذات مكانة عالية، كما أن هواية جمع التواقيع ليست غريبة. كذلك يمكن أن يتغير توقيع الشخص بمرور عمره ، فتوقيع الرئيس جورج واشنطن مختلفة عمَّا كان عمره 18 عاما . كذلك الأميرال البريطاني نيلسون عندما فقد ذراعه اليمنى في معركة البحر عام 1797 ، وأصبح يستخدم يده اليسرى فقد اختلف توقيعه اختلافا كبيراً . لكن يمكننا القول بأن توقيعهما اختلف عندما كبروا، ولكن جون كينيدي كان توقيعه مختلفاً في كل مرة تقريباً.
وكذلك يوجد عوامل أخرى تؤثر على توقيع الفرد ، بما في ذلك مستوى التعليم ، والصحة ، وهلم جرا. وكان مغني البلوز (مجموعة من الألحان والأغاني من أصل أفريقي أو زنجي ذهبت إلى أمريكا مع المُهاجرين في فترة شراء العبيد) جون لي هوكر على تعليم محدود ، وهذا كان ينعكس على خط يده وتوقيعه. كذلك الملحن تشارلز آيفز والملاكم محمد علي حد سواء يعانون من مرض باركنسون ( مرض يصيب الجهاز العصبي المركزي)، وهذا أثر على توقيعهما أيضاً . وكان الرئيس الأميركي الأصلي جيرونيمو لم يعلم أي معلومة عن الأبجدية بتاتاً، فجعل توقيعه وكأنه صورة أو رسمة. العديد من الأفراد تواقيعهم غريبة نسبة إلى لغتتهم .

## فئات من المشاهير

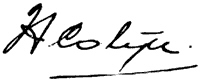
توقيع كولين (1869 - 1944) رئيس الوزراء الهولندي السابق 1925-1926 و 1933-1939

بعض الفئات الأكثر شعبية كالرؤساء والشخصيات العسكرية والرياضية والثقافية الشعبية، والفنانين، والقادة الاجتماعيين والدينيين والعلماء ورواد الفضاء والمؤلفين قد يكون بعضهم جامعيين متخصصون في مجالات محددة (مثل الحائزون على جائزة نوبل)، أو مواضيع عامة (القادة العسكريين المشاركين في الحرب العالمية الأولى) أو وثائق معينة (أي الموقعين على ميثاق الأمم المتحدة ، أو الموقعين على الدستور الأميركي ، أو الموقعين على إعلان الاستقلال الإسرائيلي ، أو الموقعين على ميثاق الاتحاد الأوروبي المشتركة، أو الموقعين على الحرب الألمانية العالمية الثانية أو وثائق استسلام اليابان)، وغالباً ما تكون التذكارات الرياضية الموقعة من قبل فريق كامل يتم بيعها لمئات أو آلاف الدولارات .
لكن بعض المشاهير لا يزال يوقع للعامة مجاناً والحفاظ عليها هواية ممتعة. ولكن بعض الناس الذين جمعوا مجموعة من تواقيع المشاهير يبدؤون باستغلالها ليحصلوا على الربح مما أدى إلى أن بعض المشاهير امتنعوا عن التوقيع. مايكل جوردان لم يوقع معظم حياته المهنية بسبب خوفه من محاولة تزوير توقيعه للحصول على أرباح كبيرة، وهو بقيمة مئات من الدولارات . ومع ذلك فقد وقع جوردان في كثير من الأحيان في الأحداث التي يكون قلبه مطمئن تجاهها، مثل بطولات الغولف.
كذلك يمكن تحقيق الأرباح في بيع تواقيع مشاهير البوب وكان التجار مهتمين جداً بجمع تواقيع الذين تم ذكرهم سابقاً لما للناس إقبال على شرائها وكان لمايكل جاكسون تجربة نموذجية، حيث أنه وقع كمية صغيرة جداً من التواقيع فأصبح يخاف حتى المشي من الفندق إلى سيارته . كذلك بعض المعجبين أصبحوا يلتفون حول منازل المشاهير مراراً وتكراراً ليحصلوا على توقيعاتهم مما أدى إلى أن بعض المشاهير أصبحوا حذرين في توزيعهم للتواقيع. فعلى سبيل المثال الملاكم جورج فورمان ، سجل أسماء وعناوين كل شخص يطلب توقيعه وفق سجل للحد من هذه التجاوزات . كما أن النحات الكندي المسيحي كاردل كوربت أصبح يسجل أسماء من طلب توقيعه ويرسله إلى كل من طلب .

## القلم الآلي
منذ أوائل الخمسينات من القرن العشرين تقريباً جميع رؤساء الولايات المتحدة كان لها القلم الآلي أو الروبوت (آلة للتوقيع التلقائي ) للتوقيع على رسائلهم ، والصور ، والكتب ، والوثائق الرسمية وقد ساعد هذا الاختراع الرئيس جون كينيدي ليكتب توقيع واحد بشكل تفصيلي في كل مرة . ولقد انتشر منذ الستينات من القرن العشرين ممارسة استخدام القلم الآلي لأعضاء مجلس الوزراء إلى الولايات المتحدة وأعضاء مجلس الشيوخ الأميركي ، والعديد من الشخصيات الأخرى الذين لديهم كميات كبيرة من المراسلات مع الجمهور .
في ديسمبر عام 2004 ، نشأ الجدل عندما اكتشف أن وزير دفاع الولايات المتحدة دونالد رامسفيلد استخدم القلم الآلي لتوقيع رسائل التعزية لعائلات العسكريين الأمريكيين الذين لقوا حتفهم أثناء أداء واجبهم. بعد ذلك بوقت قصير أعلن رامسفيلد أنه سيبدأ شخصيا بتوقيع مثل هذه الرسائل .

## التوقيعات المزورة
جمع التواقيع هو هواية لهواة جمع العملات ، ومع ذلك ، يجب أن ندرك أن جامعي التواقيع معرضين لشراء تواقيع مزورة من البائعين الذين يسعون للربح عن طريق التزوير فربما أحياناً يزورون فقط التوقيع وفي بعض الأحيان يزورون مستند بأكمله ،وبشكل عام تقريباً كل المشاهير قد تزور توقيعاتهم، ومن الصعب لهواة جمع التواقيع تمييز التواقيع المزورة من الأصلية لذا عليهم استشارة خبيرين.
كما أن المزورين يبذلون جهداً كبيراً لجعل عمليات التزوير تبدو حقيقية عن طريق استخدامهم أوراق فارغة من نهاية الكتب القديمة التي يقوم الكتاب والأدباء بكتابة توقيعاتهم عليها ليزورها لكنها من عصرنا الآن وليست توقيعات قديمة.
خلال الحرب الأهلية الأمريكية (1861-1865) ، كان رئيس الولايات الكونفدرالية الأميركية جيفيرسون ديفيس . بسبب مراسلاته الواسعة النطاق ، كانت زوجة ديفيز توقع في كثير من الأحيان على اسمه وكانت تقلده على أتم وجه، وقالت بأن القارئ يحتاج إلى فترة لتمييز أن التوقيع لها أم له. لذا في النهاية فقد تم خداع الكثيرين من هواة جمع التواقيع بالتواقيع المزورة .